# 코어AVC
코어AVC(CoreAVC)은 코어코덱 사가 개발한 비디오 디코더이다. MPEG-4 AVC(H.264) 포맷을 디코딩해준다.
이 디코더는 현재 나와있는 H.264 디코더 중 가장 빠른 디코더라고 알려져있다. 어떤 점에서는 하드웨어 디코더에 필적하는 성능을 보여준다.. AVC 비디오 콘텐츠를 재생시, 컴퓨터로 하여금 적은 프로세싱 전력을 소모하게 해 주며, 성능이 좀 나은 컴퓨터로 하여금 고해상도 비디오를 재생하게끔 해준다. 하지만 비디오 출력의 질은 약간 저하된다.
2005년 12월, 코어코덱 사는 향후 CoreAVC 디코더와 호환되는 비디오 인코더를 개발할 계획이라고 언급하였다.
코어AVC는 코어플레이어 멀티미디어 프레임워크에도 포함되었다. 또한 코어AVC는 주스트에서도 사용되고 있다.
구글 코드가 호스팅하고 있는 오픈소스 프로젝트가 하나 있다. 이름은 CoreAVC-For-Linux 인데, MPlayer의 다이렉트쇼 로더 코드를 패치하여, win32 코어AVC 다이렉트 필터를 연결할 수 있게끔 해주는 것이다. 이 프로젝트는 코어AVC 바이너리 자체는 포함하지 않으며, 단순히 MPlayer가 코어AVC 바이너리를 이용할 수 있게끔 해주는 것이다. 이 프로젝트는 또한 MythTV에 대한 패치를 포함하고 있다.

## 엔비디아 쿠다 지원
2009년 10월 2일에 코어코덱은 코어AVC에 엔비디아 CUDA 지원에 대한 추가 업데이트를 공개하였다. CUDA는 선정된 엔비디아 그래픽 카드들이 비디오 디코딩을 도와 줄 수 있게 한다.